# Шарнин, Михаил Павлович
Михаи́л Па́влович Ша́рнин — советский хозяйственный, государственный и политический деятель.

## Биография
Родился в 1931 году. Член КПСС.
С 1950 года — на хозяйственной, общественной и политической работе. В 1950—1990 гг. — конструктор на Воткинском машиностроительном заводе, старший инженер технадзора УКСа производственного объединения «Уралвагонзавод», студент Уральского технического института им. С. М. Кирова, секретарь комитета ВЛКСМ, инженер, начальник цеха, секретарь парткома ПО «Уралвагонзавод», 1-й секретарь Нижнетагильского горкома КПСС, заместитель начальника комбината «Тагилтяжстрой», генеральный директор Нижнетагильского трикотажного объединения.
Делегат XXIV съезда КПСС.
Умер 19 августа 2004 года. Похоронен на кладбище «Пихтовые горы» в Нижнем Тагиле.